# Johann Ohnefurcht

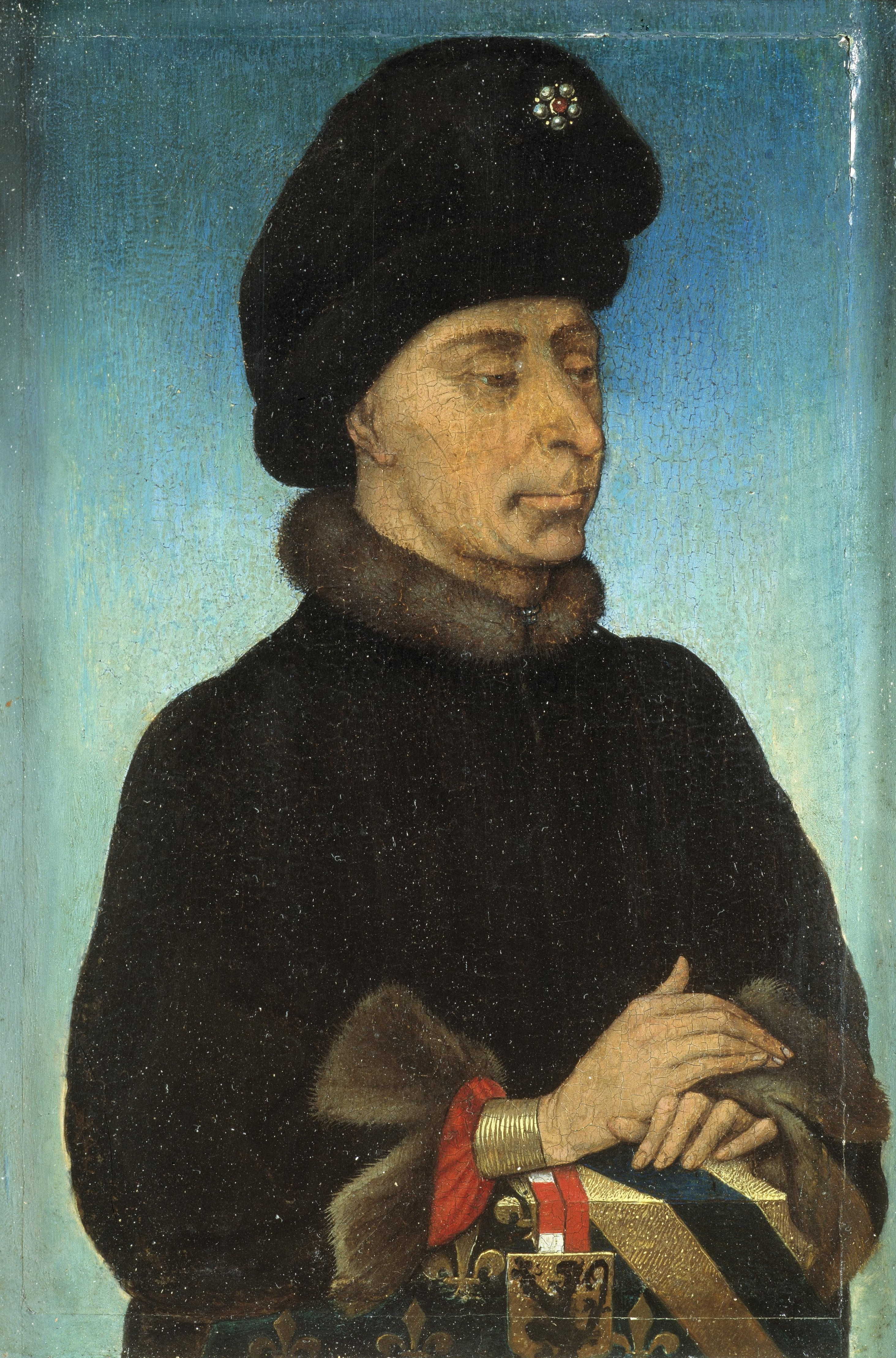
Johann Ohnefurcht. Posthumes Porträt eines anonymen Künstlers, Mitte 15. Jahrhundert

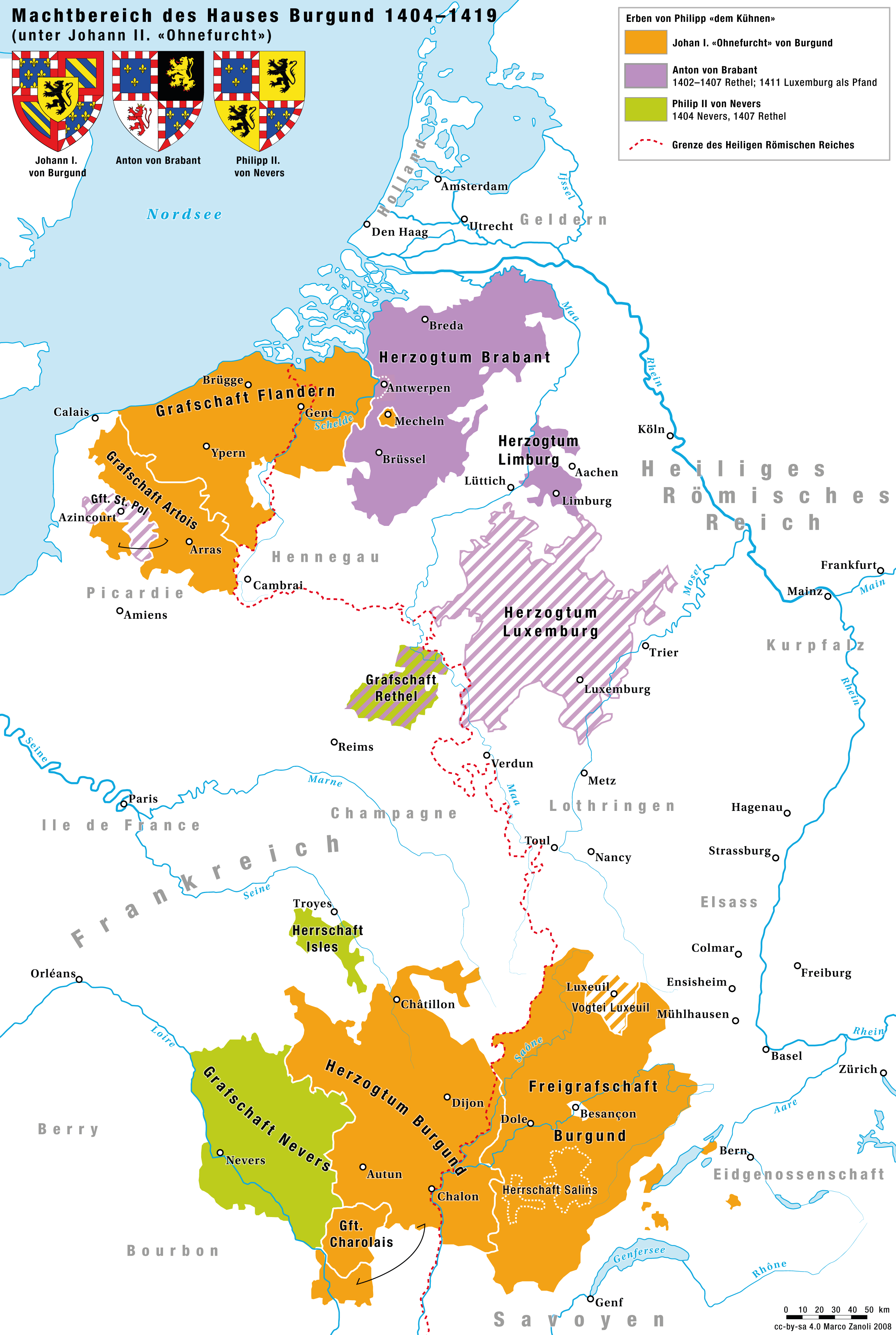
Karte des Herrschaftsgebiets des Hauses Burgund unter Johann I. und seinen Brüdern, Anton von Brabant und Philipp von Nevers

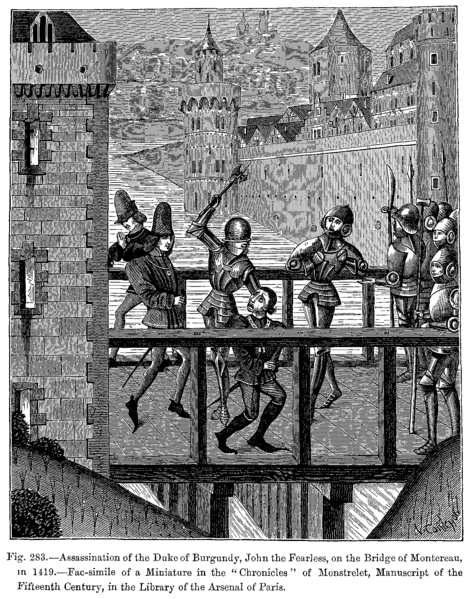
Die Ermordung von Johann Ohnefurcht

Johann Ohnefurcht oder der Unerschrockene (französisch Jean sans Peur, niederländisch Jan zonder Vrees; * 28. Mai 1371 in Dijon; † 10. September 1419 in Montereau-Fault-Yonne) war als Nachfolger seines 1404 verstorbenen Vaters Philipp des Kühnen Herzog von Burgund.
Er stammte aus dem Haus Valois-Burgund, einer Seitenlinie der französischen Königsfamilie der Valois. Er vereinigte das umfangreiche Erbe seiner Mutter, Margarete III. von Flandern, mit Burgund. Er heiratete am 12. April 1385 auf der Doppelhochzeit von Cambrai die acht Jahre ältere Margarete von Bayern (1363–1423) aus dem Straubinger Zweig der Wittelsbacher.
Während sein Vater, Philipp der Kühne, sich vor allem als Mitglied des französischen Königshauses und erst in zweiter Linie als Territorialfürst gesehen hatte, begann Johann jene Schaukelpolitik zwischen England und Frankreich, die ihn zunehmend in die Rolle eines de facto unabhängigen Fürsten hineinwachsen ließ und die sein Sohn Philipp der Gute ab 1419 erfolgreich zu einer Schaukelpolitik zwischen Frankreich, England und dem Heiligen Römischen Reich ausdehnte.

## Leben
Johann wuchs in Flandern auf und sprach neben Französisch auch Flämisch. Er wird als klein und von unbeholfenem, mürrischem Wesen, aber auch als mutig und tapfer sowie ernst, bedächtig und vorsichtig beschrieben. Zu Lebzeiten seines Vaters führte er den Titel eines Grafen von Nevers. Nachdem er Herzog von Burgund geworden war, gab er die Grafschaft Nevers als Apanage an seinen jüngsten Bruder Philipp, der die Seitenlinie der burgundischen Grafen von Nevers begründete. Anton, der zweite Bruder erhielt als Apanage die Grafschaft Rethel und begründete später mit Unterstützung Johanns die Seitenlinie der burgundischen Herzöge von Brabant-Limburg.
1396 führte Johann ein französisches Heer, das König Sigismund von Ungarn in einem Kreuzzug gegen die Türken zu Hilfe kam. Er geriet in der verlorenen Schlacht von Nikopolis am 25. September 1396 in die Gefangenschaft des Türken Lamorabahy und wurde durch Zahlung eines Lösegeldes in Höhe von 200.000 Dukaten freigekauft.
Nach dem Tod Philipps des Kühnen wurde er 1404 dessen Nachfolger als Herzog von Burgund. Wie bereits sein Vater wirkte er mit bei der Ausübung der Regentschaft für den geistesgestörten französischen König Karl VI. Hierbei geriet er in Gegensatz zu seinem Vetter Herzog Ludwig von Orléans, dem jüngeren Bruder des Königs, und dessen Parteigängern. Er ließ ihn deshalb 1407 in Paris ermorden und bekam damit die Leitung der französischen Staatsgeschäfte sowie die Erziehung des Dauphins in seine Hand. Um 1406 hatte er die Hopfenbrüderschaft gegründet. 1408 schlug er Lütticher Aufständische bei Othée.
Im Vertrag von Chartres söhnte er sich 1409 vorläufig mit den Anhängern des Herzogs von Orléans aus. Allerdings entbrannte der Machtkampf zwischen den beiden Häusern bereits 1410 erneut.
Johann von Burgund war ein Herrscher, der trotz seiner intensiven Beschäftigung mit Politik, Wirtschaft (siehe Braspenning) und Intrige Zeit und Lust daran fand, Musik, Künste und Bücher zu fördern.
Die Interessen der Orléans wurden inzwischen von der Partei der Armagnaken unter Führung des Grafen Bernhards von Armagnac vertreten. Nachdem diese die Unzufriedenheitsrevolte der Cabochiens in Paris 1413 niedergeschlagen hatten, die von Johann unterstützt worden war, gelang es ihnen, die Macht in der Hauptstadt zu übernehmen. Johann trat deshalb 1415 mit Heinrich V. von England in Verbindung und bemächtigte sich 1418 durch einen militärischen Handstreich erneut der Hauptstadt. Hierbei kam Bernard von Armagnac um, der neue Dauphin, der spätere Karl VII., konnte flüchten.
Am 10. September 1419 wurde Johann vom Dauphin zu einer Unterredung auf die Yonne-Brücke bei Montereau gelockt und dort von dessen Begleitern Tanneguy du Chastel und Jean Louvet hinterrücks erstochen. Sein Nachfolger als Herzog von Burgund wurde sein ältester Sohn Philipp.

## Heinrich V.von William Shakespeare
In einer attraktiveren, wenn auch weitgehend der Phantasie entsprungenen Rolle als Friedensstifter tritt Johann in dem Drama Heinrich V. von William Shakespeare auf, wo der Herzog von Burgund die Könige von Frankreich und England nach der Schlacht von Azincourt zusammenbringt. In einer herrlichen, den unglückseligen Zustand Frankreichs darlegenden Rede, wo im „Haufen liegt all seine Landwirtschaft, verderbend in der eignen Fruchtbarkeit“, fragt der Herzog die widerstreitenden Könige, warum man
dem nackten, armen und zerstückten Frieden,
dem Pfleger aller Kunst und Überflusses
und freudiger Geburten nicht erlaubt,
in diesem schönsten Garten auf der Welt
dem fruchtbaren Frankreich hold die Stirn zu heben.
Um bestmögliche Wirkung zu erzielen, drängt Shakespeare historische Ereignisse zusammen und vermeidet klugerweise die wirkliche Situation: die betrügerischen und gleichzeitigen Intrigen des Herzogs von Burgund mit Heinrich V. von England, Karl VI. von Frankreich und dem jungen Dauphin, die er alle seinen eigenen Interessen entsprechend manipulieren wollte.

## Nachkommen

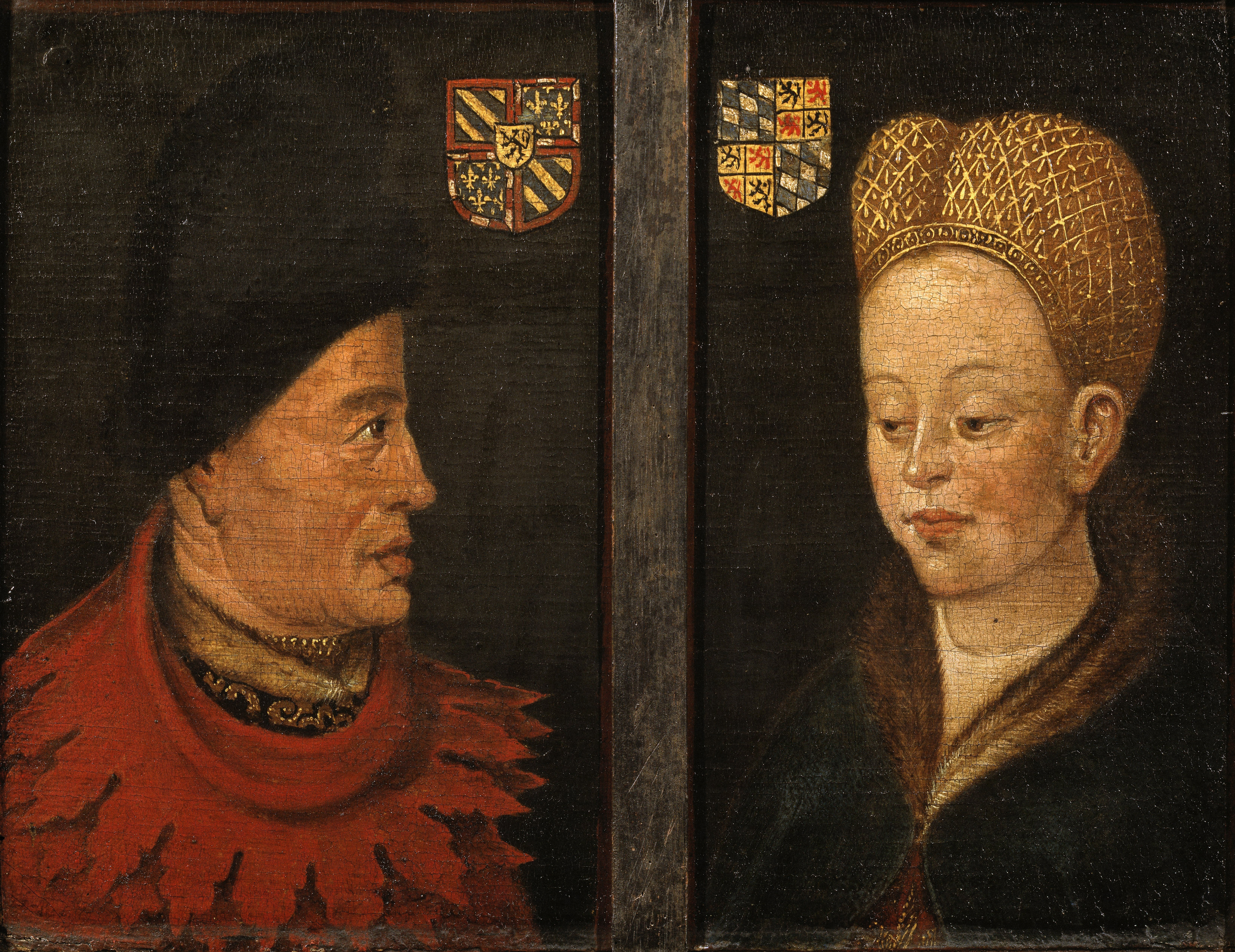
Johann Ohnefurcht und Margarete

Johann Ohnefurcht heiratete am 12. April 1385 in der Doppelhochzeit von Cambrai Margarete (1363–1423), eine Tochter des Wittelsbachers Albrecht I., Herzog von Straubing-Holland. Sieben der acht Kinder aus dieser Ehe erreichten das heiratsfähige Alter.
- Marguerite (1393–1441) ⚭ 1) Louis de Valois, duc de Guyenne, 2) Arthur III. de Bretagne,
- Marie († 1463) ⚭ 1406 Adolf II., Graf von Kleve und Mark,
- Isabelle (1395–1412) ⚭ Olivier de Châtillon, comte de Penthièvre,
- Philipp III. von Burgund (1396–1467) ⚭ 1) Michelle de Valois, 2) Bonne d’Artois, 3) Isabel de Portugal,
- Jeanne (1399–1406),
- Catherine (1400–1414) ⚭ Louis III. d’Anjou,
- Anne (1404–1432) ⚭ John of Lancaster, 1. Duke of Bedford,
- Agnès (1407–1476) ⚭ Charles I. de Bourbon.

## Wappen

Das Wappen Johanns Ohnefurcht als Herzog von Burgund, Graf von Flandern, Artois etc. nach 1404

Das Wappen Johanns nach dem Antritt des Erbes seines Vaters kombinierte das Wappen Philipps des Kühnen (Wappen des Hauses Valois als Graf von Tours und Wappen des Herzogtums Burgund) mit demjenigen von Flandern, da er von seiner Mutter Margarete von Flandern die Grafschaften Flandern, Artois sowie die Pfalzgrafschaft Burgund erbte.

## Titel
- 1384–1404: Graf von Nevers als Johann I.
- 27. April 1404–28. Januar 1405: Graf von Charolais als Johann I.
- 27. April 1404–10. September 1419: Herzog von Burgund als Johann II.
- 21. März 1405–10. September 1419: Graf von Artois als Johann I.
- 21. März 1405–10. September 1419: Pfalzgraf von Burgund als Johann I.
- 21. März 1405–10. September 1419: Graf von Flandern als Johann I.